# Вариола при маймуните
Вижте пояснителната страница за други значения на Шарка.
Шарка по маймуните (на френски: variole du singe, на английски: monkeypox) е екзотично вирусно инфекциозно заболяване, зооноза причинявано от Monkeypox virus.

## История
Болестта е идентифицирана за първи път през 1959 г. в зоопарка на Копенхаген сред маймуни. Това е причината тя да бъде наречена и с това име, макар че при естествени условия боледуват предимно някои африкански видове гризачи. Разпространена е в Централна и Западна Африка. Първите случаи на шарка по маймуните при хора са наблюдавани през 1970 г. През 2003 г. възниква и огнище в САЩ.

## Разпространение
Шарката е разпространена в страните от Централна и Западна Африка. Епизодично е наблюдавана и в зоопаркове сред маймуни в различни части на света. През 2003 г. възниква епидемия от шарка и сред хората в САЩ. В периода май – юни 2003 г. в няколко средноамерикански щата заболяват около 50 души. Всичките заболели са си закупили прерийни кученца от магазин за домашни любимци.

## Етиология
Причинител на заболяването е вирус от семейство Poxviridae, род Orthopoxvirus. В този род са класифицирани няколко шаркови вируса като четири от тях предизвикват различен вид шарка и при хората. Вирусът на шарката по маймуните може лесно да бъде инокулиран в кожата на зайци и така да ги зарази. Той може и да се препасира серийно, чрез интрацеребрално инокулиране на мишки. И четирите ортопоксвируси, причиняващи заболяване при хората при инокулация в кокоши ембриони, предизвикват микроскопични изменения в хориоалантоисната мембрана. Доказано е наличието на два генетични варианта на вируса причиняващ шарка в западна и централна Африка. Молекулярните проучвания доказват, че Monkeypox virus няма потомствена връзка с вируса на вариола.

## Епизоотология

### Възприемчивост
Освен хора и маймуни от този вид шарка боледуват най-вече африкански видове плъхове и катерици от родовете Cricetomys, Graphiurus, Heliosciurus и Funisciurus. Те представляват и резервоар на вируса.

### Заразяване
Хората боледуват от този вид шарка предимно в отдалечените села от Централна и Западна Африка, в близост до тропическите гори. Тук те имат контакт със заразени животни. Заразяват се предимно от гризачи, домашни любимци и примати, чрез контакт с кръвта на животното или чрез ухапване. Традициите местното население да консумира диви гризачи са причина за заразяване при дране и консумация на животните. Проучване в Демократична република Конго установява, че 72% от случаите на заразяване са в резултат на контакт с животни. Останалите 28% от хората са се заразили при пряк контакт помежду си. За разлика от едрата шарка, при маймунската не е наблюдавано аерогенно заразяване.

## Патогенеза
Вирусът прониква през кожата откъдето достига регионалните лимфни възли. Там се намножава бързо и посредством кръвта се разпространява до всички органи, включително и кожата.

## Клинични признаци
Инкубационният период при хората е в рамките на 7 – 17 дена (средно 12). При хората заболяването много наподобява на едрата шарка с тази разлика, че при маймунската се увеличават лимфните възли. Болестта започва с повишаване на телесната температура, главоболие, мускулни болки, болки в гърба, подути лимфни възли, общо чувство на дискомфорт и изтощение. След 1 до 3 дена от появата на първите клинични признаци пациентът развива пъпковиден обрив – обикновено първо по лицето и постепенно се развива по други части на тялото. Процентът на смъртност е сравнително нисък 1 – 10%.

## Диагноза

### Лабораторна диагноза
За лабораторна диагноза се използва електронна микроскопия и изолиране на вируса в клетъчни култури с последващ рестриктазен анализ на геномната вирусна ДНК.

### Диференциална диагноза
В диференциално отношение трябва да се вземат предвид останалите видове шарка. Тук липсват характерните за вариолата кръвоизливи, а процента на смъртност е доста по-нисък.

## Лечение
Към момента няма ефективно лечение. Прилага се симптоматична терапия. Използват се антивирусни препарати, антипиретици и аналгетици, грижа за обрива. Болните се изолират.

## Профилактика и контрол
Няма разработена ваксина. Важно е сред рисковата част на населението да се провежда ограмотяване и обучение за риска от заразяване.

## Прогноза
Това е рядко инфекциозно заболяване, което протича по-леко от едрата шарка. Трудно може да бъде предсказан ходът на болестта и да се прогнозира появата на усложнения. Смъртността достига до 10%.